# Analista programmatore
La figura dell'analista programmatore è quella che, nel processo di creazione o di modifica di un software, si occupa della prima fase detta appunto "analisi". Si tratta dunque di una qualifica più avanzata del semplice programmatore.
In particolare, un analista si preoccupa di analizzare il dominio applicativo e le specifiche dei requisiti per poi produrre i documenti di analisi, utilizzati nelle fasi successive di progettazione e sviluppo del software.
In molti casi con il termine analista programmatore ci si riferisce a persone che tuttavia si occupano anche delle fasi successive di progettazione (analisi tecnica) e di sviluppo in uno specifico linguaggio di programmazione secondo una certa architettura software.